# ساختمان سنسور

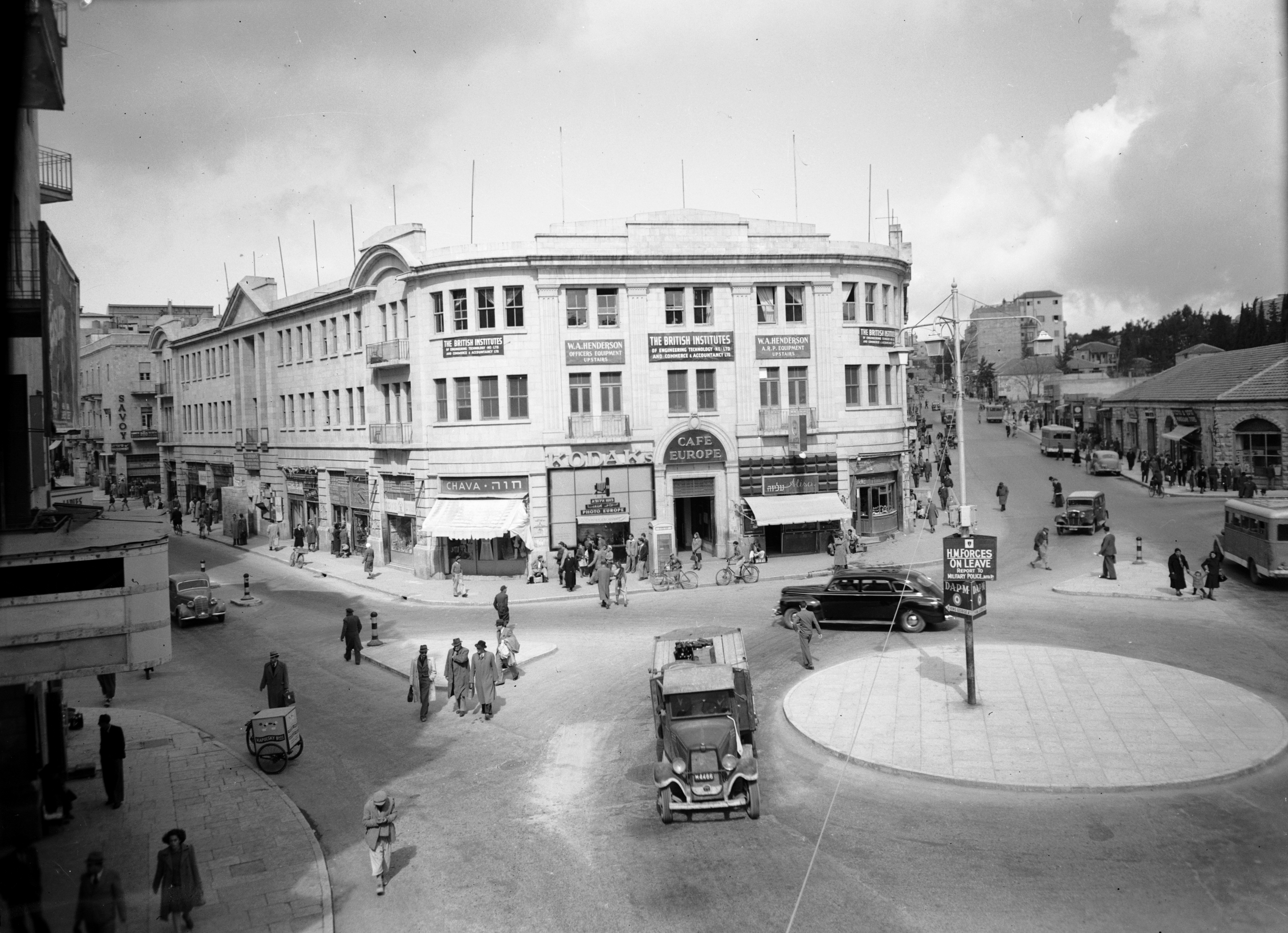
نگاره‌ای تاریخی از ساختمان سنسور در میدان صهیون در بخش کلیمی‌نشین اورشلیم.

ساختمان سنسور (به عبری: בניין סנסור) یک ساختمان اداری واقع در تقاطع خیابان یافا و خیابان بن یهودا در هستهٔ مرکزی اورشلیم است. این ساختمان در حاشیهٔ میدان صهیون واقع شده‌است. این ساختمان در سال ۱۹۳۱ میلادی توسط یک تاجر عرب ساخته‌شد و برای سال‌ها یکی از بزرگ‌ترین و لوکس‌ترین ساختمان‌های اداری در اورشلیم باقی‌ماند.
هزینه خرید زمین و ساختمان آن مبلغی بالغ بر ۱٫۵ میلیون دلار شد، مبلغی بسیار بزرگ در آن زمان.